# Henry Johnson (film)
Pour les articles homonymes, voir Henry Johnson (homonymie).
Pour plus de détails, voir Fiche technique et Distribution.
Henry Johnson est un film américain réalisé par David Mamet et sorti en 2025. Il s'agit d'une adaptation de sa propre pièce de théâtre du même nom.

## Synopsis
Fraîchement emprisonné, Henry Johnson découvre le monde carcéral et rencontre plusieurs détenus dont son compagnon de cellule, Gene.

## Fiche technique
Sauf indication contraire, les informations mentionnées dans cette section peuvent être confirmées par les bases de données cinématographiques IMDb et Allociné,  présentes dans la section « Liens externes ».
- Titre original : Henry Johnson
- Réalisation : David Mamet
- Scénario : David Mamet, d'après sa propre pièce de théâtre
- Musique : Jay Wadley
- Décors : N/A
- Costumes : N/A
- Photographie : Sing Howe Yam
- Montage : Banner Gwin
- Production : Evan Jonigkeit, Lije Sarki

Producteurs délégués : Peter Baxter, Marcel Bonn-Miller et Sheldon Stone
Coproducteur : Erin Kennedy
- Société de production : 1993
- Société(s) de distribution : N/A
- Budget : N/A
- Pays de production :  États-Unis
- Langue originale : anglais
- Format : couleur
- Genre : drame
- Durée : 85 minutes
- Dates de sortie[1] :
  - États-Unis : 9 mai 2025 (sortie limitée en salles et vidéo à la demande)

## Distribution
- Evan Jonigkeit : Henry Johnson
- Shia LaBeouf : Gene
- Chris Bauer : M. Barnes
- Dominic Hoffman

## Production
La pièce de théâtre Henry Johnson de David Mamet est joué pour la première fois en octobre 2023 à Venice. La performance de Shia LaBeouf est saluée par la critique. David Mamet adapte lui-même sa pièce, avec les acteurs d'origine.
Le tournage s'achève en avril 2025. Il n'a duré qu'une semaine.

## Sortie et accueil
Le film est présenté en avant-première à l'Aero Theater de Los Angeles le 9 mai 2025. Le même jour, il est disponible en vidéo à la demande sur le site officiel sur film.
Sur le site d'agrégation de critiques Rotten Tomatoes, le film obtient 52% d'avis favorables, pour 25 critiques. Sur le site Metacritic, qui utilise une moyenne pondérée, le film obtient la note de 58⁄100 pour 10 critiques. Christian Zilko du site IndieWire lui donne un C+. Glenn Kenny du site RogerEbert.com lui donne trois étoiles sur 4. Julian Roman de MovieWeb lui donne 2/5. Jacob Oller de The A.V. Club lui donne un C. David Robb de Slant Magazine a attribué au film une étoile et demie sur quatre.
David Rooney de The Hollywood Reporter écrit une critique globalement positive : « L’écriture de Mamet peut encore crépiter comme une traînée de poudre. » Nick Schager de The Daily Beast a également donné au film une critique positive et a écrit que « son côté scénique est compensé par leur enquête cinglante sur la moralité, la manipulation, la responsabilité individuelle et sociale et le pouvoir masculin. »
Owen Gleiberman de Variety écrit une critique négative : « Mamet veut nous sortir de notre zone de confort. Mais il a créé sa propre zone d'inconfort, où il se fait passer pour important. »